# Arianna Valcepina
Arianna Valcepina est une patineuse de vitesse sur piste courte italienne.

## Biographie
Elle naît à Sondalo le 9 mai 1994. Son père, Renato, est électricien, et sa mère, Silvana, est auxiliaire de vie. Elle a deux sœurs, Alessia Valcepina, qui est masseuse, et la patineuse Martina Valcepina.
Elle fait ses débuts en coupe du monde en 2010 et pendant la saison 2021/2022, elle fait partie de l'équipe qui remporte l'or à une manche de coupe du monde en relais féminin.
En 2016, elle est onzième au classement général des championnats d'Europe. Elle est policière en parallèle de sa pratique sportive. L'année suivante, elle fait partie de l'équipe de relais féminin qui remporte les championnats d'Europe.
Elle participe aux Jeux olympiques de 2022 sur 500 mètres, ainsi qu'aux relais mixte et féminin. Elle fait partie du relais mixte médaillé d'argent.
Elle est entraînée par le canadien Kenan Gouadec.